# Граувакка

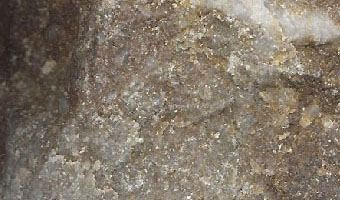
Скала из граувакки

Граува́кка (буквально серая вакка; от нем.  grau — серый и Wacke — глина) — широко распространённая горная порода — песчаник.
От тёмно-серого до бурого цвета. Содержит зёрна кварца и обломки различных пород.

## Описание

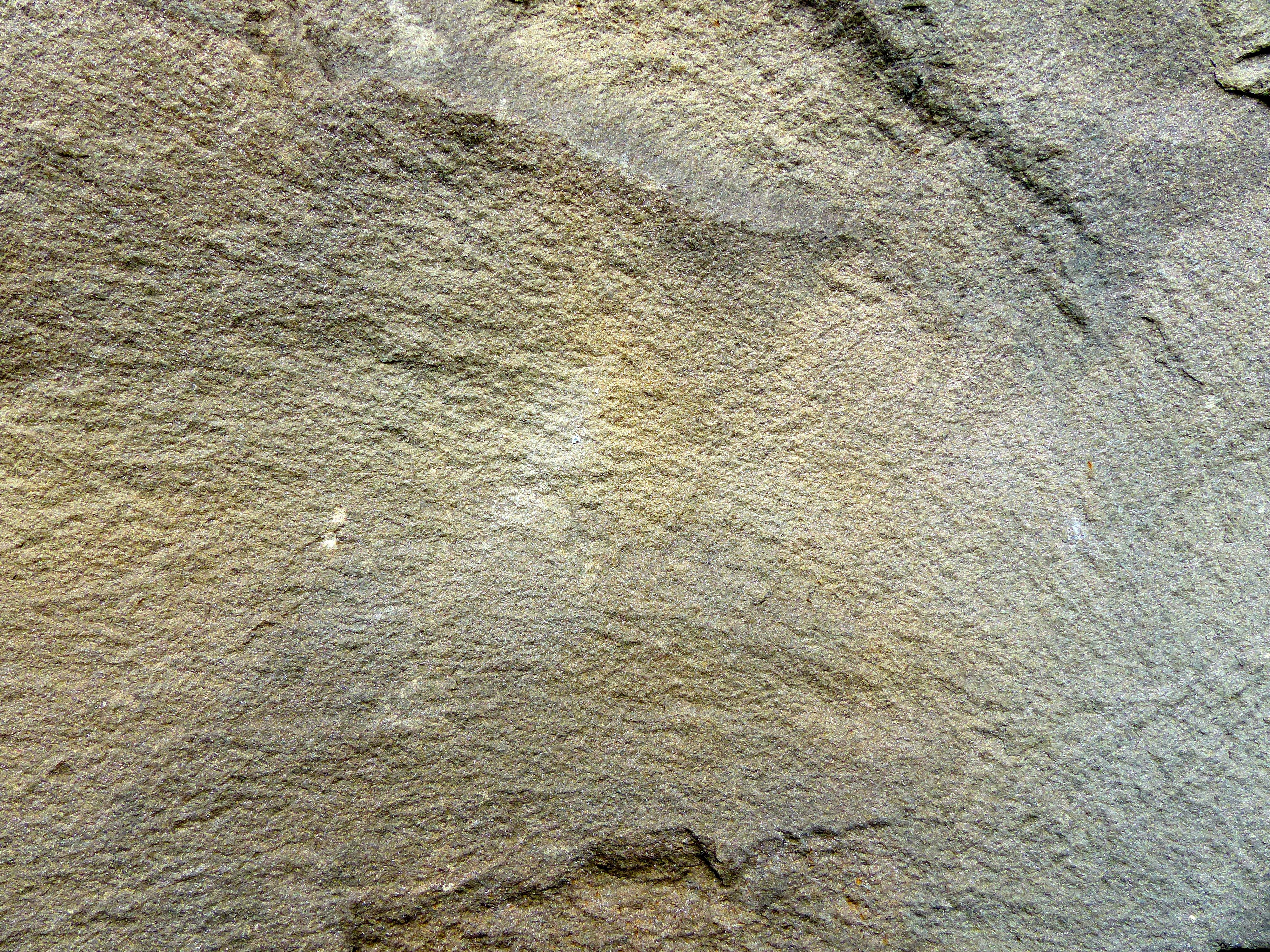
Граувакка

Серая вакка образуется в результате разрушения основных изверженных пород.
В России под этим термином часто понимают пески и песчаники, состоящие из обломков различных горных пород, независимо от характера цементирующего вещества. Это не соответствует международному петрографическому кодексу.
Согласно Дж. Петтиджону, состоит в равной степени из обломков вулканитов, интрузивных пород и зёрен кварца.

## Применение
Обладает большой твёрдостью.
Применяется в виде щебёнки в авто- и железнодорожном строительстве.